# Giảm thuế
Giảm thuế hay còn được gọi là sự ưu đãi về thuế, sự nhượng bộ thuế và phần thu nhập được giảm thuế, đây là một phương pháp của việc giảm nghĩa vụ đóng thuế của người nộp thuế. Chính phủ thường xuyên áp dụng phương thức này để kích thích nền kinh tế và gia tăng khả năng thanh toán của người dân bằng cách thực hiện chính sách tài khóa này, chính phủ có có lợi cho việc cư xử mẫu dân số hoặc hành xử chung. Bằng cách tuyên bố giảm thuế, ngân sách nhà nước có thể làm giảm một số khoản thu của chính phủ từ việc thu thuế. Mặt khác, việc giảm thuế mới kích thích nền kinh tế của người dân trong một quốc gia, điều này có thể củng cố sự gia tăng thu nhập bị đánh thuế. Mỗi đợt giảm thuế phải đưa vào hệ thống Lập pháp để được chấp thuận bởi các cơ quan có thể thẩm quyền để việc giảm thuế trở nên hợp lệ. Hầu hết các quốc gia đều cam kết về việc đã phê duyệt các khoản giảm thuế mới như luật thuế với Bộ Tài chính. Việc xác nhận có cần thiết phải thỏa thuận với các cơ quan hành chính hiến pháp khác hay không tùy thuộc vào cơ quan lập pháp của quốc gia đó. Tuy nhiên, theo cách tương tự, việc giảm thuế có thể bị hủy bỏ. Trong một số trường hợp, việc giảm thuế được công bố với một yếu tố hạn chế, điều này cản trở việc tối đa hóa cách sử dụng việc giảm thuế. Ví dụ, một khoản tín dụng thuế được ban hành cho các việc giao dịch mua xe hơi điện. Khoản tín dụng thuế sẽ giảm 10% đối với các giao dịch mua, nhưng hệ số giới hạn thì không thể vượt quá 500$.

Việc giảm thuế được sử dụng cho nhiều mục tiêu tiềm năng. Một trong những chuyên đề là cung cấp nhiều sự đảm bảo cho tầng lớp thu nhập thấp. Thu nhập nhiều hơn có được nhờ giảm thuế có thể có khả năng cung cấp cho bộ phận dân cư này một tỷ lệ phúc lợi lớn hơn. Mặt khác, những khoản giảm thuế được sử dụng để thúc đẩy giáo dục, môi trường, chăm sóc sức khỏe, thất nghiệp, thậm chí để hỗ trợ canh tác sinh thái. Những hoạt động tình nguyện, tôn giáo, và các Đảng chính trị địa phương hầu hết được miễn nghĩa vụ đóng thuế.
Một số khoản giảm thuế có thể được thực hiện bằng cách hành động thụ động, nhưng hầu hết các loại giảm thuế này đều yêu cầu một số hành động tích cực để thực hiện. Đối với các khoản giảm thuế đa dạng, chúng rất phức tạp vì các loại giảm thuế này được ban hành bởi Luật Lập pháp và Luật hiện hành nhằm tập trung vào việc giảm thuế. Việc giảm thuế thường xuyên sẽ được thực hiện sau khi gửi yêu cầu đến chính quyền địa phương, tổ chức này có thể xác nhận, từ chối hoặc gửi yêu cầu làm lại. Điều này cũng phụ thuộc vào loại giảm thuế. Một loại thuế có thể xóa bỏ toàn bộ nghĩa vụ thuế nhưng thường có nghĩa là thuế loại trừ. Một loại thuế khác là từ chối trách nhiệm pháp lý của đối tượng và mức tối thiểu không chịu thuế trong một trường hợp cực đoan. Việc này không bao gồm thuế, chỉ thu một khoản tiền nhỏ, mà cả hai khoản thuế này sẽ không cần nộp thuế thu. Một số chủ thể được miễn trừ hoàn toàn thuế. Việc miễn trừ thuế sẽ xảy ra trong một trường hợp không chuẩn ví dụ như thảm họa cục bộ, tê liệt hoặc thành viên chính trong gia đình tử vong, thì việc giảm thuế được sử dụng tối đa bằng cách giảm thu nhập an sinh xã hội, trong khi các cá nhân đang trong những năm nghỉ hưu. Miễn thuế cho công dân đang sống và làm việc ở nước ngoài cũng được thể hiện đáng kể trong khuôn giảm thuế. Mặt khác, miễn thuế thường xuyên nhắm vào hầu hết các loại thuế phổ biến như Thuế xuất thu nhập, Thuế an sinh xã hội, Thuế thu nhập doanh nghiệp và Thuế tiêu thụ đặc biệt. Lợi thế lớn nhất trong việc giảm thuế là loại bỏ hoàn toàn một số loại thu nhập khỏi lợi tức. Các loại thuế nêu trên được áp dụng cho một số chủ thể đóng thuế nhất định. Một khoản giảm thuế mới trong một số trường hợp ngăn không chuyển gánh nặng thuế sang thiên đường thuế.

## Các dạng giảm thuế
1. Khấu trừ thuế - Khấu trừ thuế là giảm tổng thu nhập. Điều đó dẫn đến việc giảm quy mô thu nhập chịu thuế. Khấu trừ thuế là một dạng ưu đãi thuế. Ngân sách chính phủ Anh đã tạo ra một khoản “Siêu khấu trừ” vào tháng 3 năm 2021, theo đó các doanh nghiệp có thể yêu cầu trợ cấp vốn 130% đối với một số loại hình đầu tư vào máy móc và thiết bị.

2. Tín dụng thuế - Những khoản tín dụng thuế là một hình thức khuyến khích thuế, cho phép người đóng thuế trừ đi số tiền nợ trực tiếp nhà nước. Bên cạnh các khoản khấu trừ thuế cắt giảm thuế, khoản tín dụng thuế sẽ được khấu trừ trực tiếp vào các khoản tiền nợ chính phủ. Giá trị của tín dụng thuế phụ thuộc vào loại tín dụng. Các tín dụng không hoàn lại có thể tăng thuế sở hữu lên 0, nhưng không có sự trùng lặp nào sẽ được trả ngược lại cho chủ sở hữu. Mặt khác, khoản thuế hoàn lại và có thể hoàn lại cho các bên cung cấp cho người đóng thuế để họ có cơ hội có được số tiền chồng chéo. Các khoản tín dụng thuế này thường được sử dụng để hỗ trợ người đóng thuế thúc đẩy hành vi thuận lợi.

3. Miễn thuế - Miễn thuế thường được sử dụng để hỗ trợ cho những cá nhân hoặc tổ chức cụ thể bằng cách loại bỏ trách nhiệm đối tượng về việc thực hiện các khoản thanh toán bắt buộc. Thường được sử dụng để trợ cấp cho các tổ chức từ thiện và phi lợi nhuận và các sự kiện từ thiện. Miễn thuế tạo điều kiện cho các chủ thể giảm hoàn toàn về thuế hoặc giảm thuế suất.  

4. Các khoản khấu trừ thuế - Người nộp thuế có thể loại trừ một số khoản mục ra khỏi nghĩa vụ thuế của họ. Những loại mặt hàng này được xác định bởi Luật thuế là tiêu chuẩn và không tiêu chuẩn. Tiêu chuẩn thể hiện qua các mặt hàng và số lượng chính xác có thể loại bỏ ra khỏi thuế. Không tiêu chuẩn được định nghĩa gián tiếp và chỉ công khai công thức tính toán như thế nào và chúng nằm trong khuôn khổ chung rộng lớn.

5. Thuế tiêu thụ - Thuế tiêu thụ là giảm số tiền nợ chính phủ, sau đó là giảm tổng nghĩa vụ thuế của các cá nhân, có thể là bán tương đối hoặc bán tuyệt đối. Bán tuyệt đối cho thấy quy mô cụ thể của việc bán hàng, sẽ được dành riêng sau khi thực thể đáp ứng các điều kiện xác định từ trước. Tuy nhiên, bán tương đối thể hiện công thức chung cách tính doanh số, nhưng không đưa ra các trường hợp cụ thể.

6. Giấy khai thuế - Giấy khai thuế là khi chính phủ trả thuế gián thu nếu như họ xác định đó là thuế sẽ tạo ra gánh nặng không cân xứng cho người nộp thuế

7. Giảm thuế xuất – Việc giảm thuế này xác định khả năng giảm thuế suất đối với các mặt hàng, thu nhập,... Mức thuế suất chung ảnh hưởng đến tất cả thực thể áp dụng luật thuế. Tuy nhiên, việc giảm thuế suất làm giảm nghĩa vụ thuế của một số sản phẩm, điều này làm các mặt hàng có sẵn cho nhiều người tiêu dùng hơn, chủ yếu được sử dụng cho nhu cầu thiết yếu.

## Vấn đề giảm thuế
Chính phủ nên xem xét tất cả những ưu và khuyết điểm tiềm năng trước khi áp dụng một điều khoản giảm thuế mới. Việc sử dụng hiệu quả các biện pháp giảm thuế nên xem xét cho dù đó là sự thay đổi dài hạn hay ngắn hạn. Một số loại giảm thuế, ví dụ như bãi bỏ thuế ngay lập tức trong một thảm họa thiên nhiên, đây là giảm thuế trong ngắn hạn. Hiện tại, việc giảm thuế có thể rất hiệu quả trong các khu vực bị ảnh hưởng của đất nước, nhưng việc giảm thuế này không tạo ra với mục đích hỗ trợ lâu dài. Ngược lại, một số điều khoản giảm thuế khác được tạo ra với mục đích là hỗ trợ sự tăng trưởng của nền kinh tế hoặc bình đẳng hơn về dân số trong lâu dài. Để đưa ra quyết định đúng, chính phủ nên xem xét những trường hợp hiện tại tại trong nền kinh tế địa phương và nền kinh tế thế giới để ngăn chặn những tổn thất tiềm ẩn. Quan trọng nhất là thúc đẩy và cải tiến hóa các điều khoản giảm thuế mới, để đủ cho người dân biết về các điểu khoản mới đó. Do đó, khi khía cạnh này bị đánh giá thấp, thì kết quả đã được dự đoán trước đó sẽ thay đổi. Sau đây sẽ là ví dụ khi phơi bày một trường hợp bất bình đẳng tiềm ẩn sau khi công bố một điều khoản giảm thuế mới. Chính phủ ở quốc gia X áp dụng một điều khoản giảm thuế mới, dành 1% cho việc mua xe ô tô điện mới. Trong khi đó một công dân ở quốc gia A mua một xe ô tô điện với giá là 200,000 USD và với một điều khoản giảm thuế mới thì anh ta sẽ tiết kiệm được 200$. Mặt khác, công dân B ở quốc gia X đã sở hữu chiếc xe với giá là 20,000 USD và điều này ngăn anh B tiết kiệm 200 USD. Theo tỷ lệ phần trăm thì số tiền này bằng nhau, nhưng xét về tổng thể hiệu quả, điều này thúc đẩy các công dân giàu có hơn. Khi các đối tượng mạnh hơn về kinh tế thì cuối cùng họ bị ảnh hưởng có lợi hơn bởi các điều khoản giảm thuế mới. Vấn đề này kết hợp bất bình đẳng ngang và bất bình đẳng dọc. Bất bình đẳng theo chiều ngang xảy ra giữa các nhóm có danh tính khác nhau bằng cách nộp thuế. Với bất bình đẳng dọc thì ủng hộ các nhóm dân số mạnh hơn hoặc yếu hơn về mặt kinh tế.